# Tlepolemo (figlio di Artapate)
Tlepolemo (in greco antico: Τληπόλεμος?, Tlepólemos; Xanthos, ... – ...; fl. III secolo a.C.) è stato un funzionario e sacerdote egizio vissuto nel III secolo a.C.

## Biografia
Figlio di un certo Artapate e proveniente dalla città di Xanthos in Licia, Tlepolemo apparteneva all'antica nobiltà dell'impero persiano che si era in seguito ellenizzata. Vinse nel 254 a.C. la corsa con i puledri e nel 247/246 a.C. diventò sacerdote eponimo di Alessandro sotto il re d'Egitto Tolomeo II Filadelfo, incarico rinnovatogli l'anno seguente dal nuovo re Tolomeo III Evergete.
Ebbe un figlio di nome Artapate e, da lui, un nipote omonimo, Tlepolemo, reggente per il re Tolomeo V Epifane dal 203 al 201 a.C.